# Janusia guaranitica
Janusia guaranitica är en tvåhjärtbladig växtart som först beskrevs av A. St.-hil., och fick sitt nu gällande namn av Adrien Henri Laurent de Jussieu. Janusia guaranitica ingår i släktet Janusia och familjen Malpighiaceae. Inga underarter finns listade i Catalogue of Life.